# June Pointer
June Pointer Fue una cantante estadounidense de soul y R&B. Fue componente de la banda The Pointer Sisters. June fue parte implemental del grupo, entre sus temas más exitosos con el grupo que tuvo como voz principal fueron Jump (For My Love), He's so shy entre otros. También tuvo una carrera en solitario en la que lanzó dos álbumes con cierto éxito

## Biografía

### Principios
Nació en Oakland, California siendo la menor de seis hermanos e hija de padres pertenecientes a la iglesia baptista. En 1969 formó junto a su hermana Bonnie Pointer el dúo "The Pointers - A Pair". Un año más tarde pasaron a ser un trío cuando Anita Pointer dejó su trabajo como secretaria para unirse a sus hermanas; y formando The Pointer Sisters. Empezaron a grabar sencillos para Atlantic, y en 1972 añadieron a Ruth Pointer a la formación; y firmaron por Blue Thumb.

### Carrera con The Pointer Sisters
En 1973 lanzaron su debut homónimo; comenzando a cosechar éxito con el sencillo "Yes We Can Can"; y más tarde con el tema country "Fairytale". Después llegaron los hits R&B "How Long (Betcha Got a Chick on the Side)" y "You Gotta Believe", antes de que en 1977 Bonnie hiciera un aparte para comenzar su carrera en solitario. Siempre fue muy elogiada por su poderosa voz aunque llegó a salir de la banda en dos ocasiones.
Las hermanas decidieron continuar como trío. El grupo conoció así su época de mayor éxito en 1978 Con temas de su exitoso álbum "Energy" la banda tuvo un #02 en el Hot 100 y luego llegó la  canción  #30 del Hot 100, "Happinenses" con June de voz principal. "He's So Shy" de 1980 que tuvo la voz principal de June, "Slow Hand" (1981) o "I'm So Excited" (1982) abrieron camino para su mayor hit; el álbum multiplatino  "Break out" y el tema "Jump (for My Love)". June Pointer fue escogida como voz principal en algunos hits de la banda  "Jump (For My Love)", "Baby Come and Get It" y "Dare Me". June siempre destacó por su poderosa voz y llevó al grupo a ganar un disco platino con Jump y otros discos oro con sus temas.

## Carrera en Solitario
En 1983 June decidió comenzar una carrera en solitario y al mismo tiempo seguir en el grupo. 
Lanzó su primer álbum titulado "Baby Sister"
El primer sencillo del álbum fue "Ready For Some Love Action" que tuvo buen desempeño llegando al top 30 de las listas de R&B Tight On Time (I'll Fit U In)"
Murió el 11 de abril de 2006 en Los Ángeles, como consecuencia de cáncer en los huesos, pulmón e hígado.

## Discografía
Como solista
- Baby Sister (1983)
- June Pointer (1989)